# Килдафф, Малкольм
Малкольм Макгрегор Килдафф — младший (англ. Malcolm MacGregor Kilduff Jr.; 26 сентября 1927 года, Статен-Айленд, штат Нью-Йорк — 3 марта 2003 года, Биттивилл, Кентукки) — американский журналист. Занимал должности помощника пресс-секретаря Джона Кеннеди и Линдона Джонсона, а также исполняющего обязанности пресс-секретаря во время поездки Кеннеди в ноябре 1963 года в Даллас, где Кеннеди был убит.

## Биография
Килдафф родился на Статен-Айленде, штат Нью-Йорк. Малкольм вырос в Арлингтоне, штат Виргиния, и учился в средней школе Вашингтон-Ли. Он служил в Военно-морском флоте Соединённых Штатов с 1945 по 1947 год. Он учился в Университете Джорджа Вашингтона, Гарвардском университете и в Юридическом институте Арлингтона.
В ноябре 1963 года президент Джон Кеннеди совершил поездку в Техас в сопровождении своей жены Жаклин Кеннеди, вице-президента Линдона Джонсона, жены Джонсона Леди Бёрд Джонсон и других политических деятелей. Во время визита Кеннеди в Даллас Килдафф был исполняющим обязанности пресс-секретаря, потому что главный пресс-секретарь Белого дома Пьер Сэлинджер направлялся в Японию с шестью членами Кабинета министров, включая госсекретаря Дина Раска, для совместной встречи с японским кабинетом министров.
22 ноября 1963 года президент Кеннеди был застрелен около 12:30 по восточному времени, когда ехал в кортеже через Дили-Плаза. Его срочно доставили в Мемориальную больницу Паркленда; врачи объявили президента мёртвым около 1 часа дня по центральному времени. Килдафф сообщил новости из травматологического отделения Кеннеди вице-президенту Джонсону, ожидающему в другой палате больницы. Килдафф просто подошёл к Джонсону и, обратившись к нему как «господин президент», попросил у него разрешения объявить общественности о смерти Кеннеди. Джонсон распорядился, чтобы объявление о смерти президента было сделано только после того, как он покинет больницу. Джонсон сказал ему: «Я думаю, мне лучше убраться отсюда… пока вы не объявили об этом. Мы не знаем, является ли это всемирным заговором, преследуют ли они меня так же, как и президента Кеннеди, или они преследуют спикера Маккормака или сенатора Хейдена. Мы просто не знаем».
Джонсон покинул больницу, и его отвезли на президентский самолёт в аэропорт «Даллас/Лав-Филд». После того, как Килдафф получил подтверждение того, что Джонсон вернулся в «Air Force One», Килдафф объявил о смерти президента Кеннеди прессе, собравшейся в классе медсестёр в больнице Паркленда, в 1:33 по восточному времени, сказав: «Президент Джон Ф. Кеннеди умер сегодня примерно в 1:00 по восточному времени здесь, в Далласе. Он умер от огнестрельного ранения в мозг. У меня нет других подробностей, касающихся убийства президента». Затем Килдафф последовал за Джонсоном обратно в президентский самолёт. В ходе принятия Джонсоном присяги президента Соединённых Штатов, Килдафф сделал единственную аудиозапись этого события, подняв диктофон диктабелт, который был на столе президента — единственное устройство для аудиозаписи, которое Килдафф мог найти на борту самолёта.

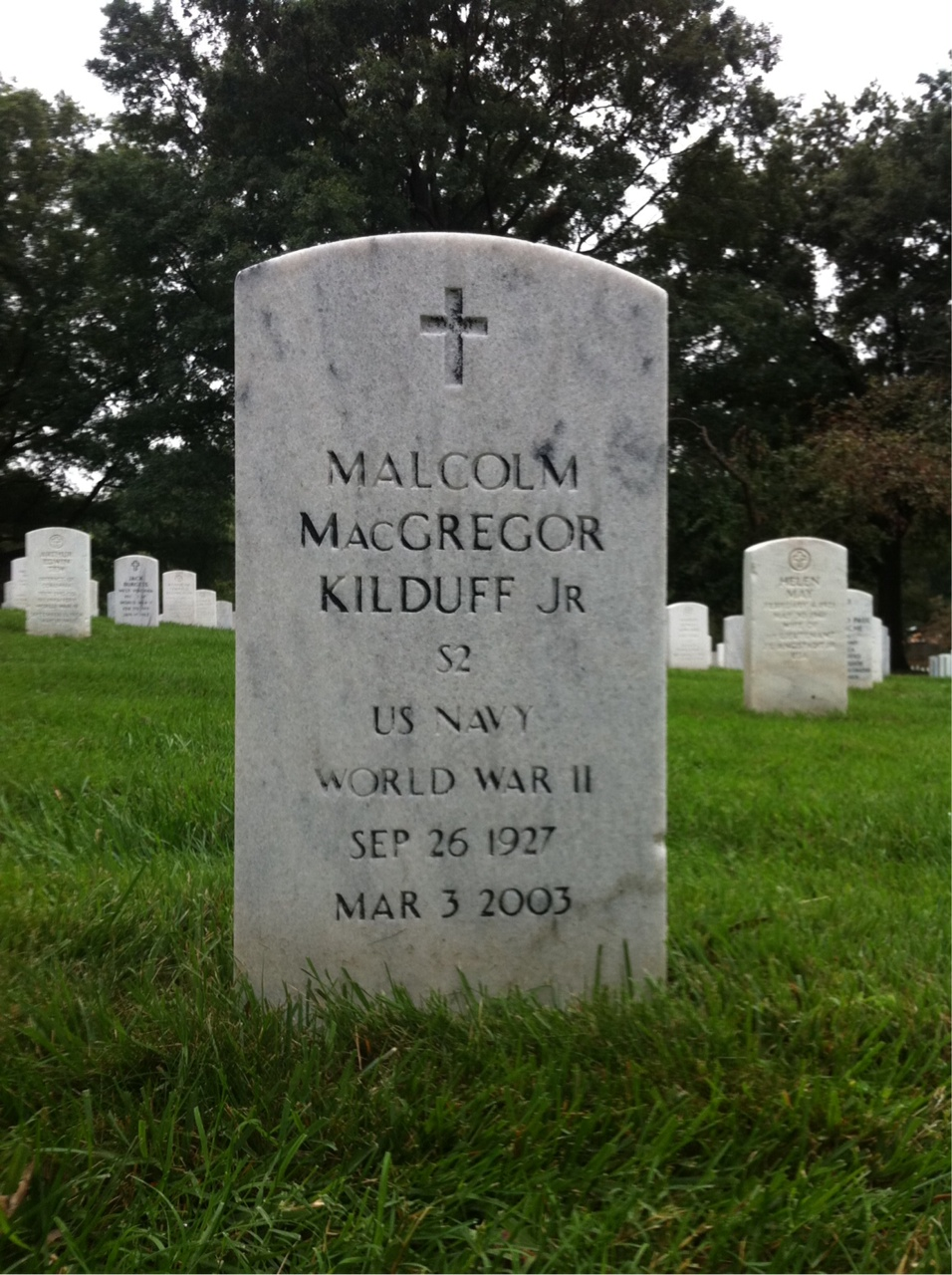
Могила Килдаффа

Килдафф продолжал работать помощником пресс-секретаря администрации Джонсона до 1965 года, когда ушёл в отставку, чтобы основать агентство по связям с общественностью.
Позже Килдафф работал редактором газеты «The Beattyville Enterprise» в Биттвилле, штат Кентукки. После развода со своей первой женой Бонни Килдафф познакомился и женился на уроженке Биттивилла Розмари Портер, которая работала в Вашингтоне помощником сенатора США Вэнса Хартке. После её ухода с государственной службы Килдаффы вернулись в дом её детства в Биттивилле. Будучи редактором «The Beattyville Enterprise», Килдафф получил ряд наград Ассоциации прессы Кентукки. Розмари также была обозревателем газеты, а также удостоенным наград журналистики. В Биттивилле Килдафф принимал активное участие в клубе Киванис, Ассоциации природного парка Бридж и Ассоциации живописных троп Бакхорна. Он также часто рассказывал студентам и гражданским группам не только о своём опыте общения с президентом Кеннеди, но и о своём опыте борьбы с алкоголизмом и последующем выздоровлении.
Килдафф умер будучи на пенсии в доме престарелых Биттивилла в возрасте 75 лет в марте 2003 года. Он был похоронен на Арлингтонском национальном кладбище.